# پارک جی سونگ (خواننده)
پارک جی سونگ (کره‌ای: 박지성؛ زادهٔ ۵ فوریه ۲۰۰۲) یا اندی پارک (انگلیسی: Andy Park) که به‌طور حرفه‌ای با نام جی‌سونگ (کره‌ای: 지성) شناخته می‌شود، خواننده، رقصنده و بازیگر اهل کره جنوبی است. پارک یکی از اعضای گروه پسرانه ان‌سی‌تی به عنوان رقصنده اصلی و عضو زیرگروه‌های ان‌سی‌تی دریم و ان‌سی‌تی یو است.
پارک همچنین به عنوان بازیگر کودک فعالیت کرده‌است و در فیلم، تلویزیون و تبلیغات حضور پیدا کرده‌است.